# Mycteroplus sinicus
Mycteroplus sinicus là một loài bướm đêm trong họ Noctuidae.